# Omalium septentrionis
Omalium septentrionis är en skalbaggsart som beskrevs av Thomson 1857. Omalium septentrionis ingår i släktet Omalium, och familjen kortvingar. Arten är reproducerande i Sverige.